# Belogori'e Bélgorod
El Volejbol'nyj Klub Belogor'e (en ruso Волейбольный клуб Белогорье), también conocido como Lokomotiv Bélgorod o simplemente Belogori'e Bélgorod, es un equipo de voleibol ruso de la ciudad de Bélgorod. 

## Historia
Fundado en 1976, después de dos temporadas en la Segunda División consigue ascender a la Primera División de la Unión Soviética; desde el 1981 el entrenador del equipo es el también presidente Gennadij Shipulin. Participa en la Superliga de Rusia desde su creación en 1992-93 y gana su primer título nacional en 1996-97, después de tres Copa de Rusia en seguida entre 1995 y 1997. En los primeros años del siglo XXI gana muchos títulos en Rusia además de dos Champions League seguidas. En 2002-03 derrota en la final los italianos de Pallavolo Modena y en 2004-05 otro equipo ruso el Iskra Odintsovo. En las dos temporadas siguiente llega hasta la Final Four, pero solo consigue clasificarse tercero en ambos casos.
| Alineación 2013-14 Grozer Muserskiy Tetiujin Ilinykh Bogomolov Travica Bragin (L) Ent. Shipulin |

Tras unas temporadas sin éxitos en 2009 gana la Copa CEV por 3-1 antes los griegos de Panathinaikos. En 2012 gana su séptima Copa de Rusia y su octavo campeonato, en 2013-14 repite en Copa, gana su primera Supercopa de Rusia y se corona por tercera vez  campeón de Europa, derrotandos por 3-1 los turcos del Halkbank Ankara.
El 10 de mayo de 2014 derrota por 3-1 el Al-Rayyan en la final del Campeonato Mundial de Clubes, convirtiéndose en el primer equipo ruso en ganar la competición.

## Palmarés
- Campeonato de Rusia (8)

1996-97, 1997-98, 1999-00, 2001-02, 2002-03, 2003-04, 2004-05, 2012-13
- Copa de Rusia (8)

1995, 1996, 1997, 1998, 2003, 2005, 2012, 2013
- Supercopa de Rusia (1)

2013
2º lugar (1) : 2010
- Champions League (3)

2002-03, 2003-04, 2013-14
3º lugar (2) : 2004-05, 2005-06
- Copa CEV (2)

2008-09, 2017-18
- Challenge Cup (1)

2018-19
2º lugar (1) : 2001-02
- Copa Mundial de Clubes (1)

2014